# Craniophora viburni
Craniophora viburni är en fjärilsart som beskrevs av Franz Dannehl 1925. Craniophora viburni ingår i släktet Craniophora och familjen nattflyn. Inga underarter finns listade i Catalogue of Life.